# Titularbistum Scebatiana
Scebatiana (ital.: Scebaziana) ist ein Titularbistum der römisch-katholischen Kirche.
Es geht zurück auf einen antiken Bischofssitz in der gleichnamigen Stadt, die sich in der römischen Provinz Byzacena befand.
| Titularbischöfe von Scebatiana |                                                     |                                                |                    |                   |
| Nr.                            | Name                                                | Amt                                            | von                | bis               |
| 1                              | Acacio Chacón Guerra Titularerzbischof pro hac vice | emeritierter Erzbischof von Mérida (Venezuela) | 15. Dezember 1966  | 19. Januar 1971   |
| 2                              | Florentino Zabalza Iturri OAR                       | Prälat von Lábrea (Brasilien)                  | 7. Juni 1971       | 26. Mai 1978      |
| 3                              | Miguel Delgado Ávila SDB                            | Weihbischof in Caracas (Venezuela)             | 13. Juli 1979      | 16. November 1991 |
| 4                              | Carlito Cenzon CICM                                 | Apostolischer Vikar von Baguio (Philippinen)   | 6. Juli 1992       | 10. Juli 2004     |
| 5                              | Robert Anthony Daniels                              | Weihbischof in London (Kanada)                 | 21. September 2004 | 1. März 2011      |
| 6                              | Bulus Dauwa Yohanna                                 | Apostolischer Vikar von Kontagora (Nigeria)    | 1. Februar 2012    | 2. April 2020     |
| 7                              | Francisco César García Magán                        | Weihbischof in Toledo (Spanien)                | 15. November 2021  |                   |